# حمدی دهمانی
حمدی دهمانی (انگلیسی: Hamdi Dahmani؛ زادهٔ ۱۶ نوامبر ۱۹۸۷) بازیکن فوتبال اهل آلمان است.
از باشگاه‌هایی که در آن بازی کرده‌است می‌توان به باشگاه فوتبال اس‌سی فورتونا کلن اشاره کرد.